# (124143) Joséluiscorral
(124143) Joséluiscorral, désignation internationale (124143) Joseluiscorral, est un astéroïde de la ceinture principale.

## Description
(124143) Joseluiscorral est un astéroïde de la ceinture principale. Il fut découvert le 21 juin 2001 à Calar Alto par l'observatoire de Calar Alto. Il présente une orbite caractérisée par un demi-grand axe de 2,33 UA, une excentricité de 0,25 et une inclinaison de 1,8° par rapport à l'écliptique.

## Compléments